# Paróquia de Santa Maria Madalena
A Paróquia de Santa Maria Madalena - em sueco Sankta Maria Magdalenas katolska församling - é uma paróquia católica da Suécia,
localizada na ilha de Hisingen, na cidade de Gotemburgo.
Está adstrita à Diocese Católica de Estocolmo (Stockholms katolska stift).
Utiliza a Igreja de Brämaregården (Brämaregårdens kyrka), pertencente à Igreja da Suécia.